# 中国无线电和定向运动协会
中国无线电和定向运动协会（英語：Chinese Radio Sports And Orienteering Association，缩写CRSA&OAC，CRSOA）是中华人民共和国的一个体育协会，前身为中国无线电运动协会（英語：China Radio Sports Association，缩写CRSA）和中国定向运动协会（英語：Orienteering Association of China，缩写OAC）。

## 历史
中国无线电和定向运动协会的前身之一中国无线电运动协会成立于1964年2月3日，发起人为原四机部部长王诤和国家体委陆上司司长张文华。中国无线电运动协会于1984年代表中国加入国际业余无线电联盟（IARU）。协会是在中華人民共和國民政部注册的合法组织。
2013年1月1日，随着工信部《业余无线电台管理办法》的正式实施，中国无线电运动协会（CRSA）终止承担业余无线电服务工作，工作转交由中国无线电协会业余无线电工作委员会承担。
2016年10月23日，中国无线电协会业余无线电工作委员会继承中国无线电运动协会在国际业余无线电联盟的席位。
2018年与中国定向运动协会合并，更名为中国无线电和定向运动协会。
2020年8月31日，根据国家发展改革委《关于全面推开行业协会商会与行政机关脱钩改革的实施意见》（发改体改〔2019〕1063号），原由国家体育总局主管的中国无线电和定向运动协会（登记名单中仍有提到合并以前的中国定向运动协会）与国家体育总局分离，依法直接登记、独立运行，剥离行政职能，不再设置业务主管单位。取消对行业协会的直接财政拨款，通过政府购买服务等方式支持其发展。全面实行劳动合同制度，依法依章程自主招聘工作人员。